# Brad Park
Douglas Bradford Park (Toronto, 6 giugno 1948) è un ex hockeista su ghiaccio e allenatore di hockey su ghiaccio canadese.
Nel corso della carriera militò nella National Hockey League come difensore per i New York Rangers, i Boston Bruins e i Detroit Red Wings. Considerato il miglior difensore della propria generazione alle spalle di Bobby Orr dopo il ritiro entrò a far parte dell'Hockey Hall of Fame.

## Carriera

### Club
Park, allora giocatore dei Toronto Marlboros, fu scelto dai New York Rangers in seconda posizione assoluta nell'NHL Amateur Draft 1966; un anno più tardi con Toronto conquistò la Memorial Cup. Nel 1968 debuttò come professionista trascorrendo parte della stagione con i Buffalo Bisons in AHL.
Nello stesso anno Park fece il proprio esordio in NHL con i Rangers, imponendosi presto come uno dei migliori difensori della lega e venendo spesso paragonato a Bobby Orr: entrambi i giocatori infatti erano in grado di contribuire anche alla fase offensiva raccogliendo reti e assist. Park e Orr ebbero occasione di litigare sul ghiaccio, accendendo sempre di più il dibattito su chi fosse il difensore più forte e la rivalità fra Rangers e Boston Bruins.
Per un breve periodo Park fu nominato capitano dei Rangers. Nella stagione 1971-72 i Rangers giunsero fino alla finale di Stanley Cup dove furono sconfitti proprio dai Bruins di Orr, mentre Park giunse al secondo posto nelle votazioni del Norris Trophy. Con la nascita della World Hockey Association i Rangers riuscirono a trattenere Park offrendogli un contratto da 200000 $ a stagione, per un breve periodo il più alto dell'intera NHL.
Nell'autunno del 1975 i Rangers ebbero il peggior inizio di stagione degli ultimi dieci anni, e decisero così di cedere alcuni fra i loro veterani. Il 7 novembre 1975 avvenne uno dei più grandi scambi di mercato nella NHL: Park, il centro Jean Ratelle e il difensore Joe Zanussi passarono a Boston in cambio della stella Phil Esposito e del difensore Carol Vadnais.
I Bruins, allora una delle squadre più in difficoltà della lega, uscì rinforzata dallo scambio nonostante la mancanza di stelle come Esposito e Orr. Sotto la guida di Don Cherry i Bruins vinsero tre titoli divisionali, mentre Park fu scelto per due volte nel First All-Star Team. Fra il 1977 e il 1978 Boston partecipò per due volte alle finali della Stanley Cup, superati entrambe le volte dai Montreal Canadiens. Nonostante il passato con i rivali dei Rangers Park riuscì a imporsi come degno sostituto di Bobby Orr fino al 1983, ottenendo 495 punti in 592 presenze.
Divenuto free agent nel 1983 Park firmò un contratto con i Detroit Red Wings. Al termine della prima stagione conquistò il Bill Masterton Memorial Trophy per la sua perseveranza e dedizione, stabilendo il nuovo primato di squadra per assist di un difensore. Al termine della stagione 1984-85 decise di ritirarsi a causa dei numerosi infortuni al ginocchio subiti nel corso degli anni.
Nei diciassette anni da professionista Park non conquistò mai la Stanley Cup e giunse per sei volte secondo nella votazione del Norris Trophy senza mai vincere il trofeo, tuttavia si qualificò sempre ai playoff con tre franchigie differenti, superando il record di Jean Béliveau con sedici stagioni consecutive concluse disputando i playoff.

### Nazionale
Nel settembre del 1972 Park fu scelto per far parte della rosa del Canada in occasione delle Summit Series. Egli fu uno dei sette giocatori che disputò tutte e otto le sfide previste, segnando una rete e contribuendo con quattro assist al successo dei nordamericani.

### Allenatore
Sei mesi dopo il ritiro da giocatore il 31 dicembre 1985 Park fu scelto come nuovo allenatore dei Detroit Red Wings dopo il licenziamento di Harry Neale. La squadra concluse la stagione 1985-86 all'ultimo posto della Norris Division, non qualificandosi per i playoff.

## Palmarès

### Club
- Memorial Cup: 1

Toronto: 1967

### Nazionale
- Summit Series: 1

1972

### Individuale
- Hockey Hall of Fame: 1

1988
- Bill Masterton Memorial Trophy: 1

1983-1984
- NHL First All-Star Team: 5

1969-70, 1971-72, 1973-74, 1975-76, 1977-78
- NHL Second All-Star Team: 2

1970-71, 1972-73
- NHL All-Star Game: 9

1970, 1971, 1972, 1973, 1974, 1975, 1976, 1977, 1978
- OHA First All-Star Team: 1

1967-1968